# Ярёменко, Валерий Васильевич
Вале́рий Васи́льевич Ярёменко (род. 21 октября 1961, Севастополь) — российский актёр театра и кино. Заслуженный артист РФ (2002). Почётный деятель искусств города Москвы (2025). 17 января 2025 года дебютировал на сцене амфитеатра музейного комплекса им. И.Я. Словцова г. Тюмень.  

## Биография
С детства Валерий мечтал стать актёром, хотя его родители к театру и кино отношения не имели. В музыкальной школе занимался по классу аккордеона, а также принимал активное участие в различных школьных конкурсах певцов и чтецов, принося домой медали и грамоты. Окончив среднюю школу, Валерий поступает в Днепропетровское театральное училище, но учится там всего один год. Ярёменко — коренной севастополец, вследствие чего начал свой актёрский путь как матрос-певец. Он не уклонялся от службы в армии и отправился туда добровольно. По совету своего педагога В. И. Ковалевского он идёт служить в ансамбль песни и пляски Краснознамённого Черноморского флота. Работа в ансамбле не только стала для Валерия первой серьёзной школой вокала, но и подарила ему чувство свободы и раскрепощённости на сцене.
Перед увольнением в запас Ярёменко поступил в Киевский театральный институт имени Карпенко-Карого. После службы на флоте артист приезжает в Москву, имея за плечами опыт работы в профессиональном коллективе. В 1986 году, закончив ГИТИС им. А. В. Луначарского (мастерская Б. Г. Голубовского), он поступает в Театр им. Моссовета, где трудится и по сей день.
«Ярёменко — не только яркий представитель синтетического актёра, который органичен и в комедии, и в драме, и в трагедии. Это — человек, который имеет великое счастье заниматься своим любимым делом и не только созидать творчески, но и объединять вокруг себя единомышленников», — так отзываются о нём его коллеги и друзья.
Работал на телевидении. В перестроечные времена принимал участие в одной из детских телепередач о кино, где ведущей была Татьяна Веденеева, а Валерий был её помощником в роли Ноки. В 1990-е годы был ведущим телеигры «Кто во что горазд?», которая выходила изначально на канале РТР, а затем на «31-м канале». В детской программе «Улица Сезам» Валерий исполнил роль жёлтой Большой птицы и ещё нескольких кукольных персонажей. В 2012 году дебютировал в качестве режиссёра, поставив спектакль «7, 14, 21,.. или Арифметика мужских измен» (Театральный центр Арт-Вояж), в котором исполнил главную роль.
В свободное от работы время любит природу, отдыхать, слушать музыку и много читать. Некоторое время увлекался лепкой панно и дружеских шаржей из пластики.

## Личная жизнь
28 апреля 2007 года женился на Анне Сухачевой, которая стала его четвертой супругой. Жена младше актера на 17 лет. Супруги воспитывают сыновей Кузьму (14 ноября 2007 года) и Степана.

## Творчество

### Роли в театре
За прошедшие годы Валерий сыграл в театре множество разнохарактерных и запоминающихся ролей:
- Дикий пёс («Кошка, которая гуляла сама по себе»)
- Младший брат («Мать Иисуса»)
- Уличный музыкант («Кафе Превера»)
- Непутёвый («На бойком месте»)
- Иван («Завтрак с неизвестными»)
- Дон Сезар де Базан («Рюи Блаз»)
- Кризальд («Школа жён»)
- Баклушин («Не было ни гроша, да вдруг алтын»)
- Претендент («Игра»)
- Гызло («Печальный детектив»)
- Злодей Содо («Журавль»)
- Лепидий, Кассий («Калигула»)
- Кейрлесс («Скандал…Скандал? Скандал!»)
- Милон ("Страсти по Митрофану «Недоросль»)
- Тони Лумкинс («Ошибки одной ночи»)
- Фесте («Двенадцатая ночь, или Всё равно что»)
- Огюст де Гриньон («Дамская война»)[7]
- Ларри («Шрам»)

Валерий Ярёменко сыграл не менее яркие роли в спектаклях других театров, а также в антрепризах:
- Болингброк в спектакле «Ричард II» театра «Русский Глобус»;
- Смердяков в пьесе «Завтра суд — Братья Карамазовы»;
- Иван Антоныч Расплюев в «Свадьбе Кречинского»;
- Розенталь в «Анфисе» «Театральной группы В. Саркисова»;
- Деррил ван Хорн в легендарном мюзикле «Иствикские ведьмы» (Театральный центр Арт-Вояж);
- Бальдини в рок-опере «Парфюмер» Игоря Демарина

#### Театр Оперетты
Образ Квазимодо в мюзикле «Notre-Dame de Paris».

#### Театр им. Моссовета
- 1990 — русская версия рок-оперы Э. Л. Уэббера и Т. Райса «Иисус Христос — суперзвезда» — Иуда Искариот
- Борис («Серебряный век»)
- Мизинчиков («Фома Опискин»)
- Грек, Страж («Бог»)
- Расплюев («Свадьба Кречинского»)
- Стэнли («В пространстве Теннесси У.»)
- Винченцо («Кавалеры»)
- Борис Годунов («Царство отца и сына»)

#### Независимый театральный проект
- 2002 — «Ladies' night. Только для женщин»[8] по пьесе Энтони Маккартена, Стефана Синклера и Жака Коллара — Грехем, Берни
- 2003 — «Белоснежка и другие»[9] — Гном, Незнайка
- 2008 — «Театр по правилам и без» М. Фрейн — Фредерик/Филипп
- 2017 — «Трактирщица»[10] по пьесе К. Гольдони — Кавалер Риппафратта
- 2018 — «Ladies' night. Только для женщин»[11] по пьесе Энтони Маккартена, Стефана Синклера и Жака Коллара — Берни

#### Работа в других театрах
- Школа современной пьесы
- занят в спектакле Дмитрия Астрахана

### Роли в кино и ТВ
За время актёрской деятельности Валерий Ярёменко снялся более чем в 20 фильмах и сериалах:
- «Привет от Чарли Трубача», где сыграл главную роль эстрадного певца Андрея Ильина;
- «Возвращение Броненосца» с запоминающимся киномехаником Анатолием;
- «Полицейская академия 7: Миссия в Москве», Михаил Коналий;
- «Крот»;
- «Сыщики»;
- «Любовь слепа»;
- «Бальзаковский возраст, или Все мужики сво…»;
- «Тайны дворцовых переворотов» (Фильм 7. «Виват, Анна Иоанновна!»);
- «Склифосовский», психотерапевт;
- «Трасса смерти», Арам Карапетян;
- «Неидеальная женщина», Амиатов;
- «Надвое», режиссёр Стародубцев

Принимал Валерий Ярёменко и участие в озвучивании мультфильмов:
- «Дамбо» — ворона / клоун
- «Алиса в Стране чудес» — Додо;
- «Коты-аристократы» — Кыш-Брысь;
- «Труп невесты» — Костотряс.

В январе 2006 года в Доме кино у Валерия Ярёменко состоялся первый сольный концерт под названием «…И не только о любви».
В январе 2023 года стал участником седьмого сезона шоу «Три аккорда» на Первом канале.

### Киножурнал «Ералаш»
- 2003 — Выпуск № 162 (сюжет «Тихий час» )[12] — вожатый
- 2005 — Выпуск № 186 (сюжет «Привидение»)[13] — Пётр Петрович, директор пионерского лагеря
- 2006 — Выпуск № 202 (сюжет  «Пустяки»)[14] — Моцарт